# Loxosceles anomala
Loxosceles anomala är en spindelart som först beskrevs av Cândido Firmino de Mello-Leitão 1917. 
Loxosceles anomala ingår i släktet Loxosceles och familjen Sicariidae. Inga underarter finns listade i Catalogue of Life.